# Буфало сејберси
Буфало сејберси (енгл. Buffalo Sabres) су амерички хокејашки клуб из Буфала. Клуб утакмице као домаћин игра у КиБенк арени капацитета 18.690 места. Такмиче се у Националној хокејашкој лиги (НХЛ), у Атлантској дивизији Источне конференције.
Три пута су били први у источној конференцији, али никада нису освојили Стенли куп. Боја клуба је плава, златна, сива и бела.

## Историја
Клуб је основан 1970. године. Заједно са Ванкувер канаксима почели су се такмичити у НХЛ лиги када је она 1970. године проширена на 14 тимова.
Буфало сејберси до сада нису освојили ниједан Стенли куп, а два пута су играли финале. Први пут су играли финале 1975. године када су изгубили од Филаделфија флајерса, а други пут 1999. када су бољи од њих били Далас старси.
Три пута су били први у Источној конференцији. У сезони 2006/07 су освојили Председнички трофеј за најбољи тим регуларног дела сезоне.

## Дворана
КиБенк арена је вишенаменска спортска дворана која се налази у Буфалу. Капацитет дворане за хокеј је 18.690 места. Арена је отворена 21. септембра, а заменила је дворану Буфало Меморијал Аудиторијум која је некада била дом Буфало сејберсима. Градња дворане је коштала 127,5 милиона долара.
У арени се догодила несрећа у сезони 2007/08 када је семафор који се налазио на врху дворане пао на лед неколико сата пре утакмице. Срећом нико није страдао.

## Трофеји
| Стенли куп           | Првак | 0 | /                                                     |
| Источна конференција | Првак | 3 | 1974/75, 1979/80, 1998/99.                            |
| Председнички трофеј  | Првак | 1 | 2006/07.                                              |
| Дивизија             | Првак | 6 | 1974/75, 1979/80, 1980/81, 1996/97, 2006/07, 2009/10. |

## Повучени бројеви играча
| Број | Играч         | Позиција | Каријера | Датум повлачења   |
| ---- | ------------- | -------- | -------- | ----------------- |
| 2    | Тим Хортон    | О        | 1972–74  | 15. јануар 1996   |
| 7    | Рик мартин    | Н        | 1971–81  | 15. новембар 1995 |
| 11   | Жилберт Перо  | Н        | 1970–87  | 17. октобар 1990  |
| 14   | Рене Роберт   | Н        | 1972–79  | 15. новембар 1995 |
| 16   | Пет Лафонтејн | Н        | 1991–97  | 3. март 2006      |
| 18   | Данијел Гер   | Н        | 1974–81  | 22. новембар 2005 |
| 30   | Рајан Милер   | Г        | 2002–14  | 19. јануар 2023   |
| 39   | Доминик Хашек | Г        | 1992–01  | 13. јануар 2015   |